# 63 v. Chr.
Portal Geschichte | Portal Biografien | Aktuelle Ereignisse | Jahreskalender | Tagesartikel

◄ |
2. Jahrhundert v. Chr. |
1. Jahrhundert v. Chr. |
1. Jahrhundert |
►

◄ | 80er v. Chr. | 70er v. Chr. | 60er v. Chr. | 50er v. Chr. |
40er v. Chr. |
►

◄◄ | ◄ | 66 v. Chr. | 65 v. Chr. | 64 v. Chr. | 63 v. Chr. |
62 v. Chr. |
61 v. Chr. |
60 v. Chr. |
► |
►►
Staatsoberhäupter

## Ereignisse

### Politik und Weltgeschehen

#### Catilinarische Verschwörung
- 21. Oktober: Consul Marcus Tullius Cicero erfährt von der Catilinarischen Verschwörung des Lucius Sergius Catilina. Der römische Senat erklärt den Staatsnotstand mit erweiterten Vollmachten für die Konsuln.
- 8. November: Die zweite Catilinarische Verschwörung schlägt fehl.
- Cicero hält bis 5. Dezember vier Reden gegen Catilina.

#### Außenpolitik des Römischen Reichs

Kleinasien – Neue Ordnung durch Pompeius

- Ende des 3. Mithridatischen Krieges, der 74 v. Chr. begonnen hat; Pontos ist unterworfen
- Gnaeus Pompeius Magnus lässt den Seleukidenkönig Antiochos XIII. umbringen. Damit geht das Diadochenreich (siehe Alexander der Große) der Seleukiden in Vorderasien unter. Philipp II. Philorhomaios als Letzter des Seleukidengeschlechts konnte den Thron nicht noch einmal erringen.
- Darüber hinaus erobert Pompeius Jerusalem; Judäa wird Klientelkönigtum des Römischen Reiches.

### Religion und Gesellschaft
- Gaius Iulius Caesar setzt sich bei der Wahl zum Pontifex Maximus gegen die Consulare Quintus Lutatius Catulus und Publius Servilius Vatia Isauricus durch und erhält damit die Oberaufsicht über alle sakralen Angelegenheiten in Rom.

## Geboren
- 23. September: Augustus, römischer Kaiser († 14 n. Chr.)

- Dynamis, Königin des Bosporanischen Reiches († 7 oder 8 n. Chr.)

- 64 oder 63 v. Chr.: Marcus Vipsanius Agrippa, römischer Feldherr († 12 v. Chr.)
- um 63 v. Chr.: Strabon, griechischer Geschichtsschreiber und Geograph († nach 23 n. Chr.)

## Gestorben
- Teilnehmer der Catalinarischen Verschwörung:
  - 5. Dezember: Gaius Cornelius Cethegus, römischer Politiker
  - 5. Dezember: Publius Cornelius Lentulus Sura, römischer Politiker
  - 5. Dezember: Publius Gabinius Capito, römischer Politiker
  - 5. Dezember: Lucius Statilius, römischer Ritter
  - 5. Dezember: Marcus Caeparius, römischer Politiker

- Mithridates VI., König von Pontos (* 132 v. Chr.)

- 64 oder 63 v. Chr.: Quintus Caecilius Metellus Pius, römischer Feldherr und Politiker